# Alexis-Antoine Régny
Ne doit pas être confondu avec Régny.
Alexis-Antoine Régny (Gênes, 1749 - Caluire-et-Cuire, 1816) est un homme politique français.

## Biographie
Négociant et banquier à Lyon, associé avec Pierre Jacquier, il est recteur de l'Hôtel-Dieu, trésorier et receveur de la ville de Lyon, ainsi que président de la Chambre de commerce et d'industrie de Lyon de 1808 à 1816.
Il est président du Conseil général du Rhône de 1813 à 1814.
Il est le grand-père d'Alexis de Monicault, de Jean Reynaud, d'Aimé Reynaud et de Léonce Reynaud.